# Eriocaulaceae
Eriocaulaceae — родина однодольних квіткових рослин порядку Poales. Родина велика, близько 1207 відомих видів, описаних у семи родах. Вони широко розповсюджені, а центри різноманітності групи знаходяться в тропічних регіонах, зокрема в Америці. Дуже небагато видів поширені в помірних регіонах, лише 16 видів у Сполучених Штатах, переважно в південних штатах від Каліфорнії до Флориди, лише два види в Канаді та лише один вид (Eriocaulon aquaticum) у Європі. Вони, як правило, асоціюються з вологими ґрунтами, багато з них ростуть на мілководді.
Види в основному трав'янисті багаторічні рослини, хоча деякі однорічні рослини; вони нагадують рослини споріднених родин: Cyperaceae та Juncaceae, і, як і вони, мають досить дрібні квітки, які запилюються вітром, згруповані разом у головчасті суцвіття.
Роди:
- Actinocephalus
- Comanthera
- Eriocaulon
- Lachnocaulon
- Leiothrix
- Mesanthemum
- Paepalanthus
- Rondonanthus
- Syngonanthus
- Tonina